# 山崎弘也
山崎弘也（1976年1月14日—）是日本男性搞笑藝人。出身於埼玉縣春日部市。搞笑組合不可接觸成員，裝傻擔當，搭檔是柴田英嗣。所屬經紀公司是人力舍。常稱「崎山」（ザキヤマ）。
以戲仿其他搞笑藝人的搞笑招式，並且加入獨特風格的元素著稱。其中最著名的是戲仿山本高廣模仿織田裕二的招式（意為「來了！」），並創出（可解釋為「來也！」）。

## 經歷
2015年8月14日、與一般女性結婚。2016年7月26日、小孩誕生。

## 外部連結
- 山崎弘也 官方博客 （页面存档备份，存于）